# Atractocerops aldrichi
Atractocerops aldrichi là một loài ruồi trong họ Tachinidae.